# COSMO-SkyMed
COSMO-SkyMed (группировка малых спутников для наблюдений в Средиземноморском бассейне) — созвездие спутников итальянского космического агентства. Запущенные по заказу правительства Италии спутники предназначены для радиолокационного наблюдения за Землёй как в военных, так и научных целях при любых погодных условиях.
Космический сегмент системы включает в себя четыре идентичных спутника среднего размера (1900 кг), называемых COSMO-SkyMed (или COSMO) 1, 2, 3, 4, оснащённых радиолокационными датчиками с синтезированной апертурой (SAR) с глобальным охватом всей планеты Земля. Наблюдения за интересующей областью можно повторять несколько раз в день при любых погодных условиях. Снимки будут применяться для обеспечения обороны и безопасности в Италии и других странах, анализа сейсмической опасности, мониторинга экологических катастроф и картирования сельского хозяйства.

## Космический сегмент
Четыре спутника должны находиться на солнечно-синхронных полярных орбитах с наклоном 97,9° на номинальной высоте 619 км и периодом обращения 97,2 минуты. Местное время восходящего узла на экваторе — 06:00. Ожидаемый срок службы каждого спутника оценивается в 5 лет. Каждый спутник летает по одной и той же орбитальной трассе каждые 16 дней, и все спутники следуют друг за другом. Они пересекают экватор в 06:00 и 18:00 по местному времени каждый день. Спутники находятся в одной орбитальной плоскости: COSMO-SkyMed 1, 2 и 4 под углом 90° друг к другу и COSMO-SkyMed 3 под углом 67,5° от COSMO-SkyMed 2. Это приводит к различным интервалам между спутниками вдоль одной и той же трассы от 1 до 15 дней. Солнечно-синхронная орбита используется для того, чтобы сохранялось постоянное освещение солнечных батарей.
Основными компонентами спутников являются:
- Две солнечные батареи на 3,8 кВт при 42 V DC
- Стабилизирующие, навигационные и GPS системы
- Радар с синтезированной апертурой, работающий в X-диапазоне
- 300 Гбит бортовой памяти и Канал передачи данных 310 Мбит/с с наземными приёмо-передающими станциями

Радарная антенна представляет собой фазированную решётку, размерами 1,4 м х 5,7 м. Система может работать в режимах как с одной, так и с двойной поляризацией. Центральная частота 9,6 ГГц с максимальной шириной полосы радиолокатора 400 МГц

## Наземный сегмент
Наземный сегмент системы:
- Командный центр:
  - Центр Контроля Centro Controllo e Pianificazione Missione del Fucino (Италия)
- Станции слежения и данных:
  - Станция Кордова (Аргентина)
  - Станция Кируна в (Швеция)
- Пользовательские наземные сегменты:
  - Matera Civil User Ground Segment (Италия)
  - Наземный сегмент Pratica di Mare Defense (Италия)
  - Сегмент оборонного комплекса (Франция)

Правительства Аргентины и Франции участвуют соответственно в гражданском и военном сегментах системы.

## Возможности SAR
Спутники COSMO-SkyMed имеют три основных типа режимов съёмки:
- Прожектор, режим с высоким разрешением, собранный на небольшой площади, с качающимся лучом радара вперёд-назад в течение периода сбора.
- Stripmap, режим со средним разрешением, собранный на длинных непрерывных полосах, в которых луч направлен в сторону от спутниковой дорожки.
- ScanSAR, режим с низким разрешением, который создаёт очень широкие полосы, собирая короткие сегменты в разных диапазонах, а затем объединяя их в мозаику.

## COSMO-SkyMed Second Generation
Для заменить первого созвездия COSMO-SkyMed, итальянское космическое агентство разрабатывает созвездие 2-го поколения (COSMO-SkyMed Second Generation или CSG). Созвездие 2-го поколения выполняет ту же функцию радиолокационного наблюдения Земли с особым акцентом на Средиземноморье, что и созвездие 1-го поколения. Основное отличие от 1-го поколения состоит в том, что 2-е поколение состоит только из 2 спутников, CSG 1 и CSG 2. Спутники являются усовершенствованными версиями спутников 1-го поколения. Также радарная полезная нагрузка CSG-SAR (COSMO-SkyMed Second Generation Synthetic Aperture Radar) является улучшенной версией полезной нагрузки X-диапазона SAR 1-го поколения. Кроме того, спутники 2-го поколения будут работать на той же орбите (фактически, в той же орбитальной плоскости), что и спутники 1-го поколения. Спутники 2-го поколения имеет массу 2230 кг, что немного больше чем у спутников первого поколения.
Контракт на строительство спутников был подписан в сентябре 2015 года. Спутники строит компания Thales Alenia Space (преемник компании Alenia Spazio). Они имеют запланированный срок службы 7 лет. Запуск первого спутника (CSG 1) осуществлён 18 декабря 2019 года, запуск второго (CSG 2) намечен на 18 ноября 2021 года.

## См также
- Capella Space